# Анри д’Арль
Жан Анри, известный как Анри д’Арль (фр. Jean Henry, dit Henry d'Arles; 13 февраля 1733, Арль — 28 сентября 1784, Марсель) — французский живописец, пейзажист, маринист.

## Биография
Жан Анри был сыном клерка из фермерской конторы в Арле (Прованс) и с раннего возраста увлекался рисованием. Его познакомили с художником Жаном-Жозефом Капеллером, который приехал в Арль, чтобы украсить гостиную Отеля фермеров (Hôtel des Fermes). Капеллер разглядел в юноше истинное призвание и отвёз его в Марсель, чтобы принять в качестве ученика в Академию живописи, которую он только что создал в 1752 году. В 1753 году Жан Анри стал победителем первого конкурса, организованного академией.
Клод Жозеф Верне, приехавший в Марсель писать пейзажи морского порта, попросил Капеллера прислать ему в помощь одного из своих учеников. Так Жан Анри попал под влияние этого знаменитого художника, за что получил насмешливое прозвание «обезьянка Верне» (Singe de Vernet). Он часто посещал порт Марселя, его набережные и строительные площадки, а также отправлялся в плавание в штормовые дни, чтобы изобразить величественные картины природы.
Благодаря щедрому благотворителю, богатому меценату Жану-Батисту Рею, Жан Анри смог провести два года в Риме, чтобы усовершенствовать своё искусство живописи. Он вернулся из Италии в расцвете своего таланта с прозванием «Анри Арльский». В 1755 году он был принят в Королевскую академию живописи и скульптуры с картиной «Буря» (Музей изящных искусств Марселя). В 1776 году он был назначен профессором Академии. Жан Анри Арльский украсил картинами не только особняк своего благодетеля Жана-Батиста Рея, но и Отель Гийома де Поля, сенешаля двора Марселя.
Художник скоропостижно скончался 14 сентября 1784 года, в свой пятидесятый день рождения, после операции по удалению камней.

## Галерея

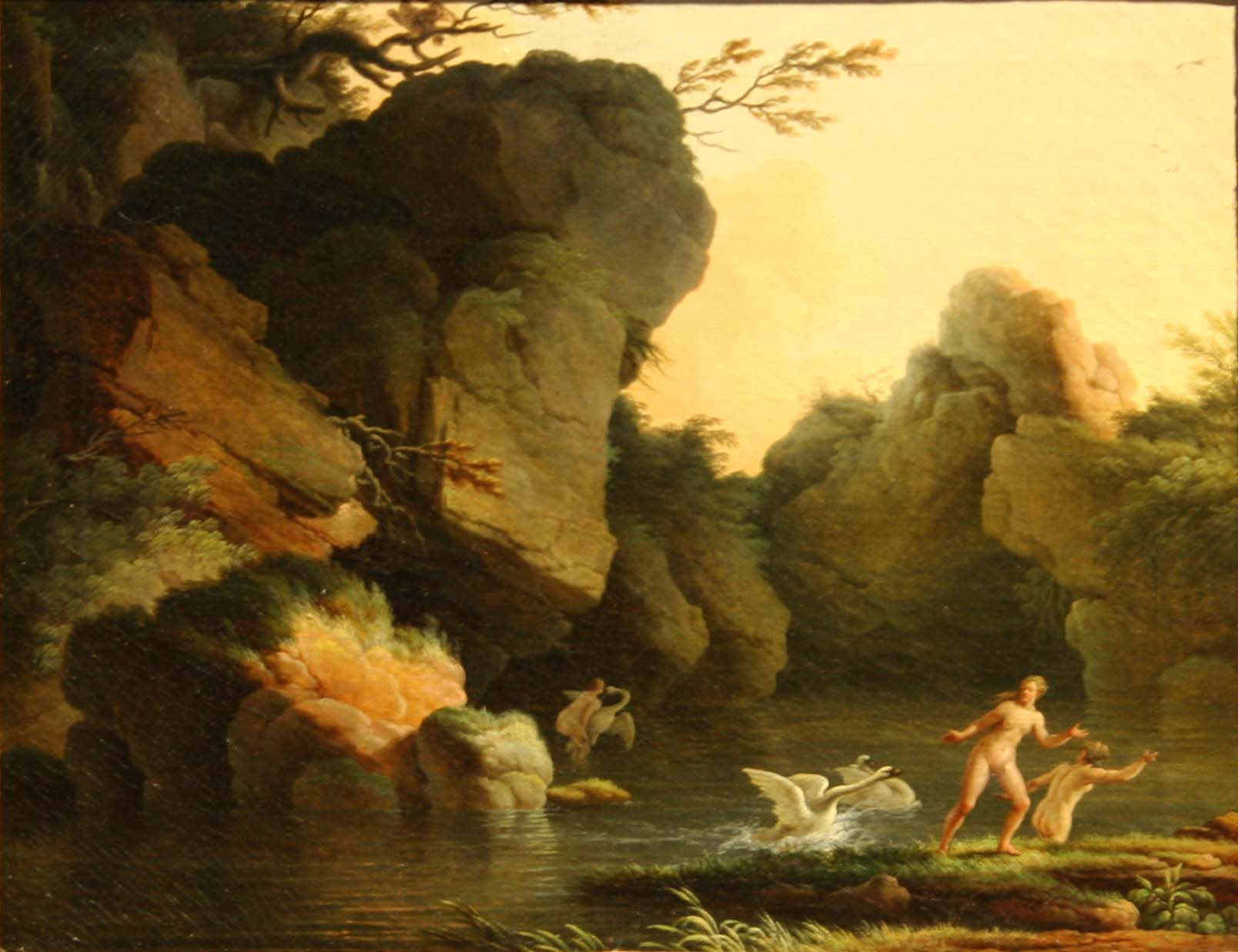
Леда и лебедь. Холст, масло. Музей изобразительных искусств, Марсель
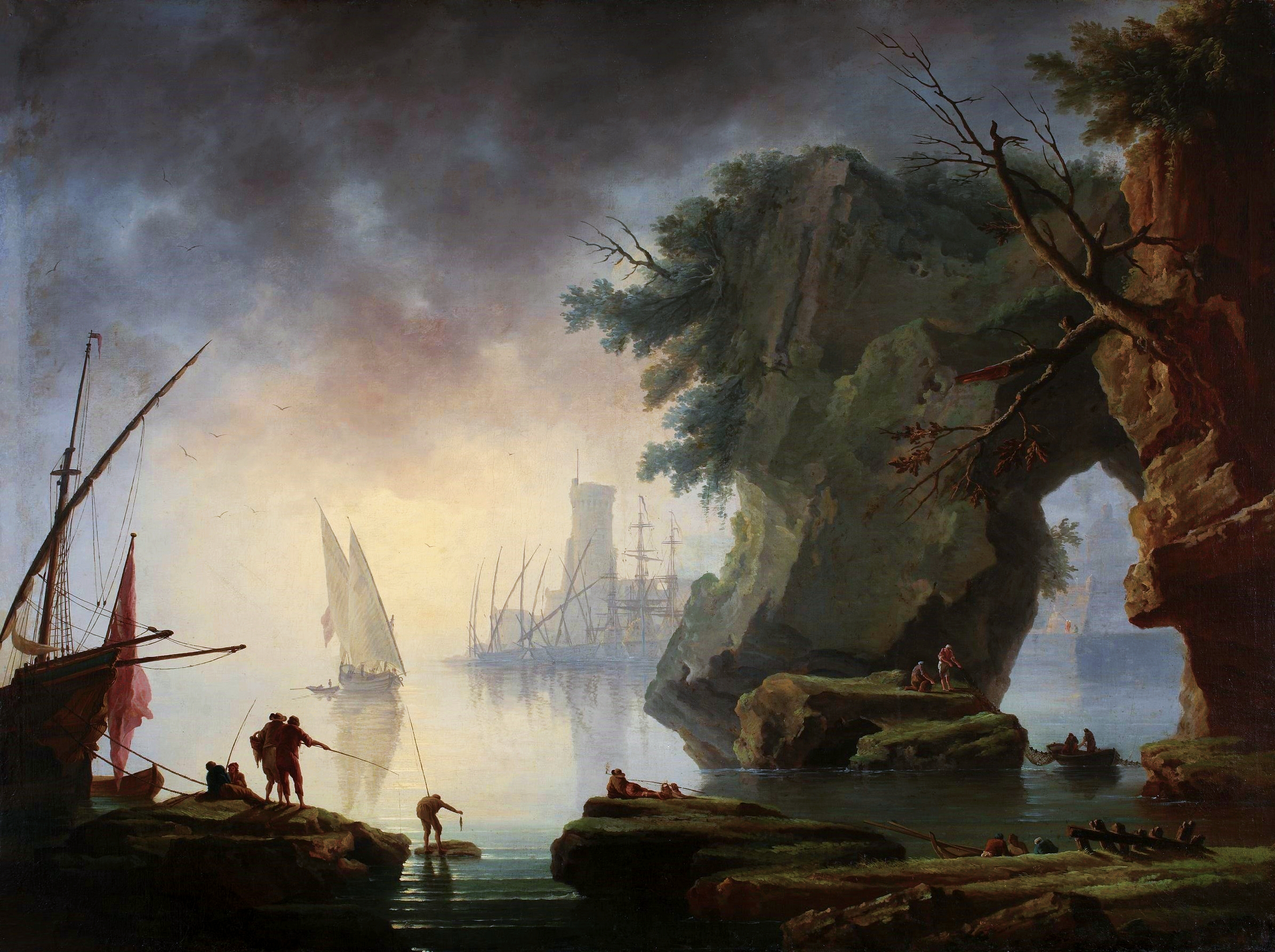
Арль. Вид на порт в тумане. Между 1750 и 1760. Холст, масло. Национальный музей, Варшава
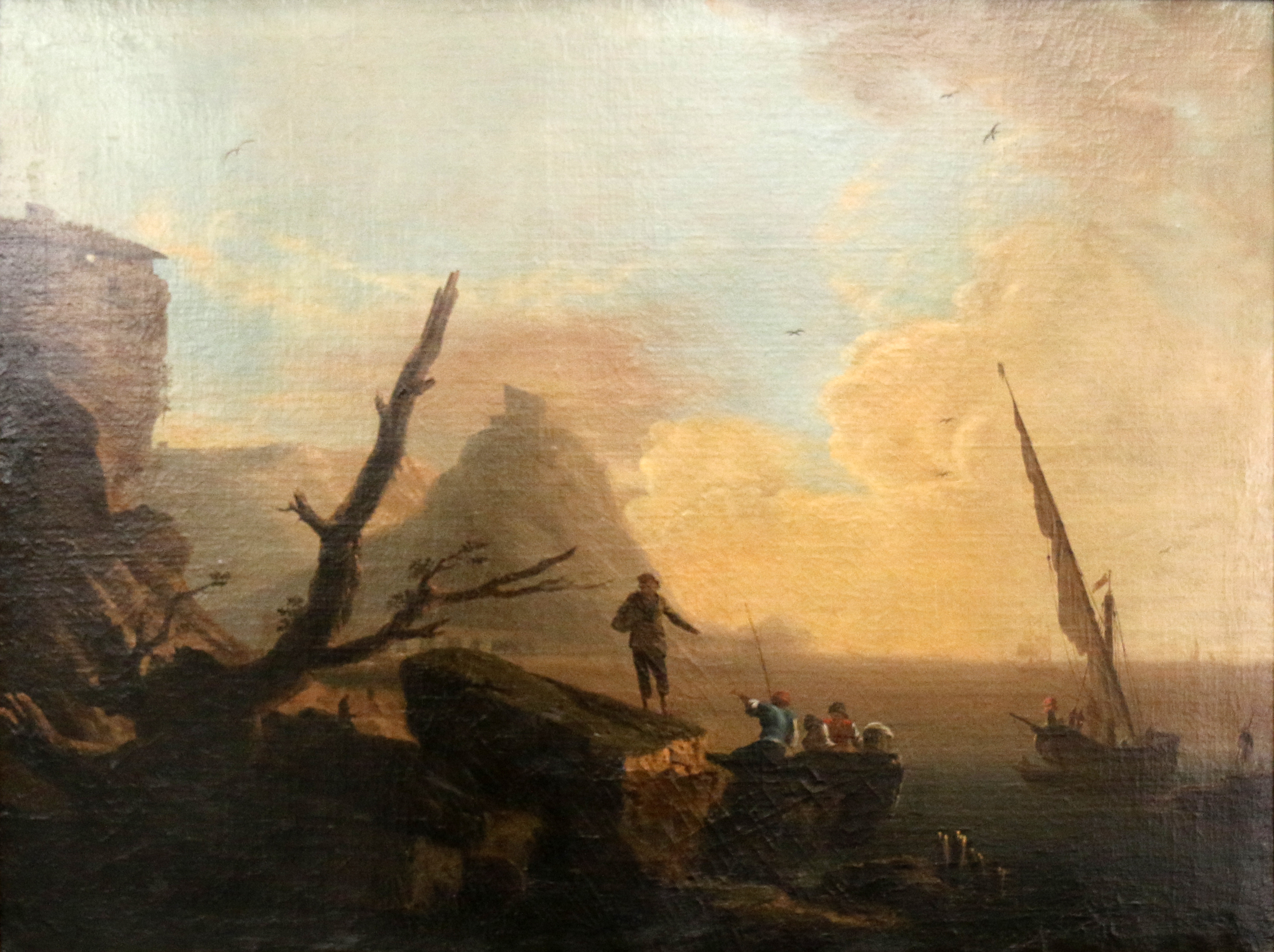
Живописная марина. Холст, масло. Музей искусства, Тулон
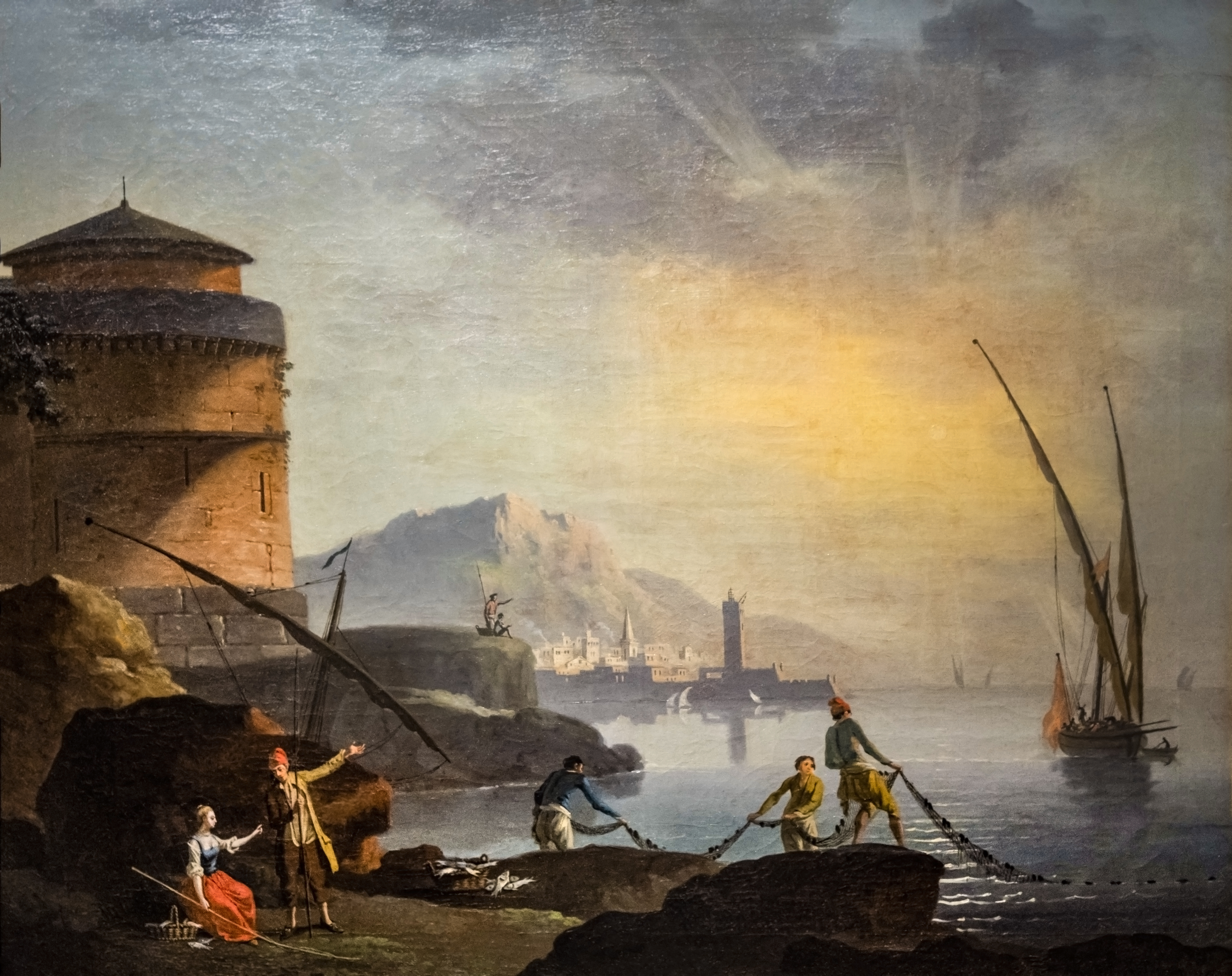
Mорской пейзаж. Холст, масло. Музей Энгра-Бурделя, Монтобан
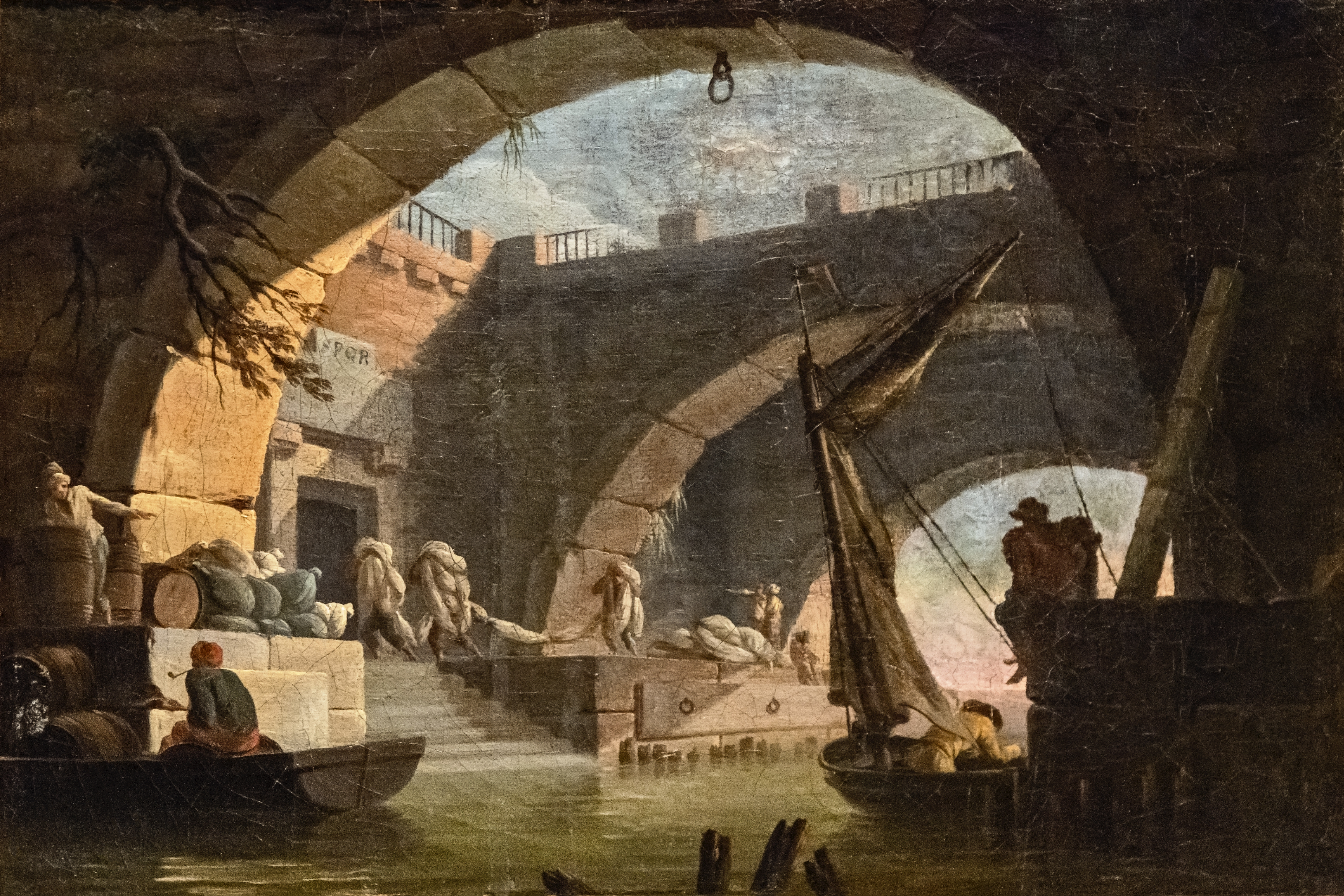
Склад зерна на берегу Тибра. Между 1750 и 1784. Холст, масло. Музей изящных искусств, Каркассон
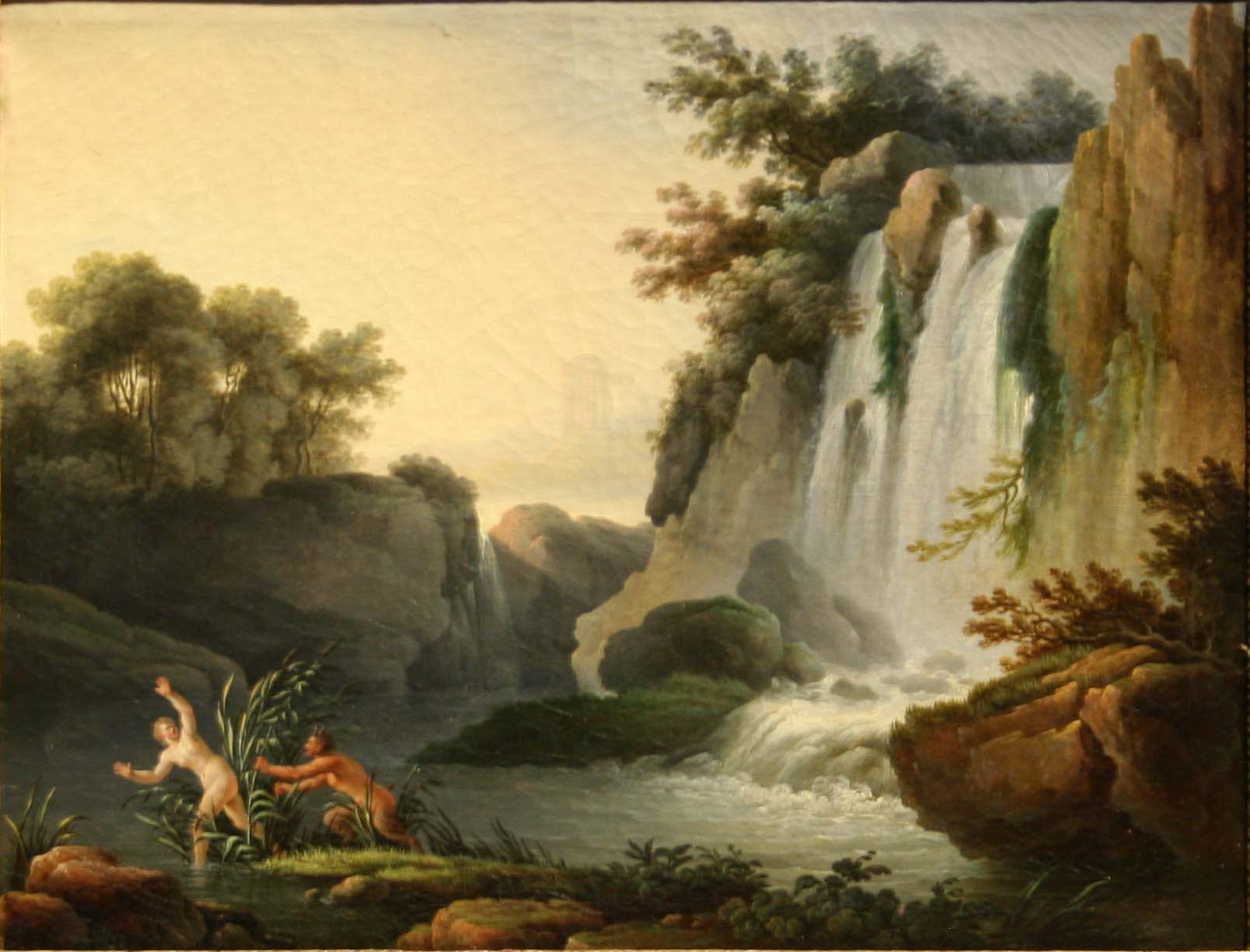
Пан и Сиринга. Холст, масло. Музей изобразительных искусств, Марсель
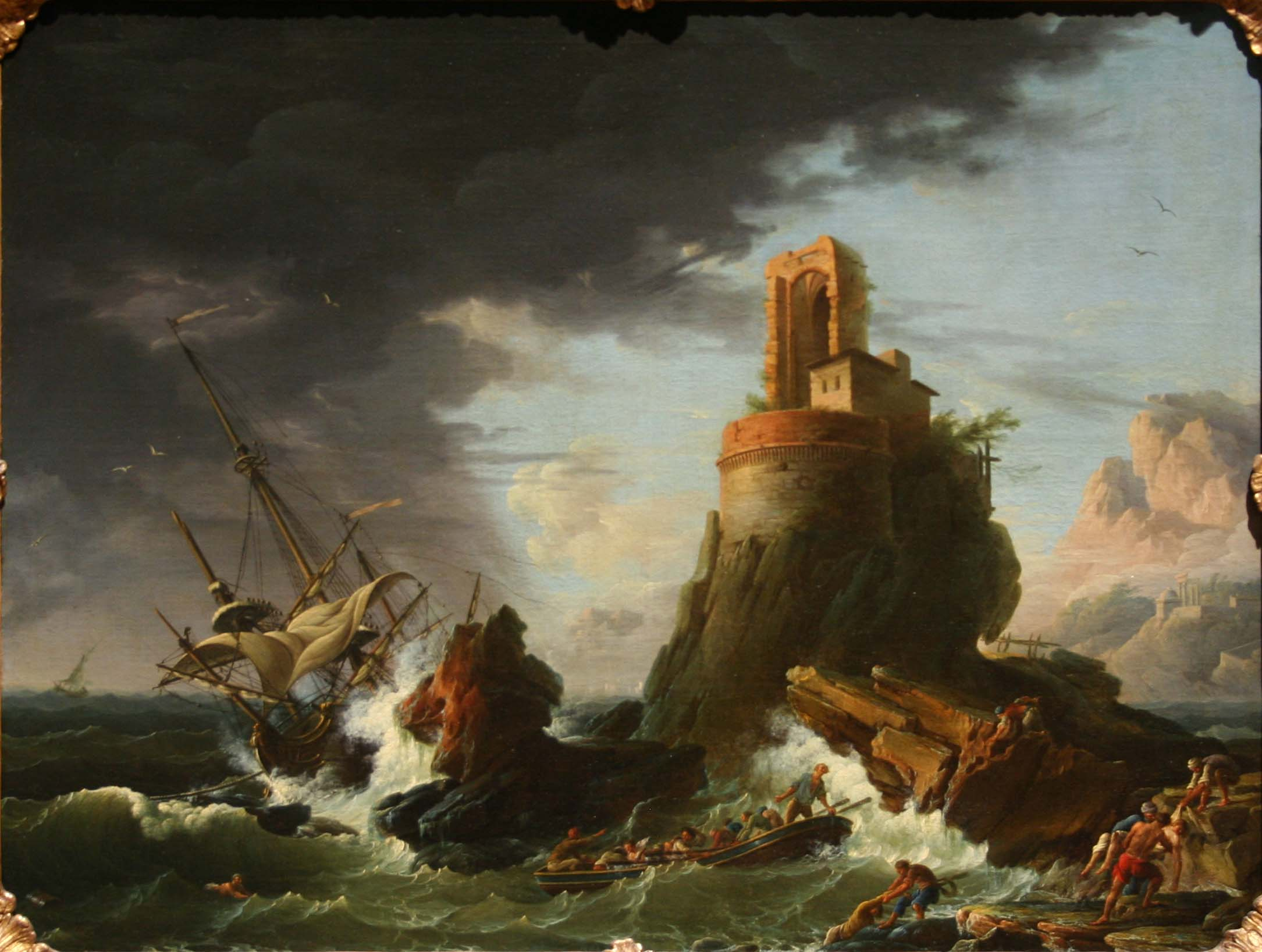
Буря. 1756. Холст, масло. Музей изобразительных искусств, Марсель
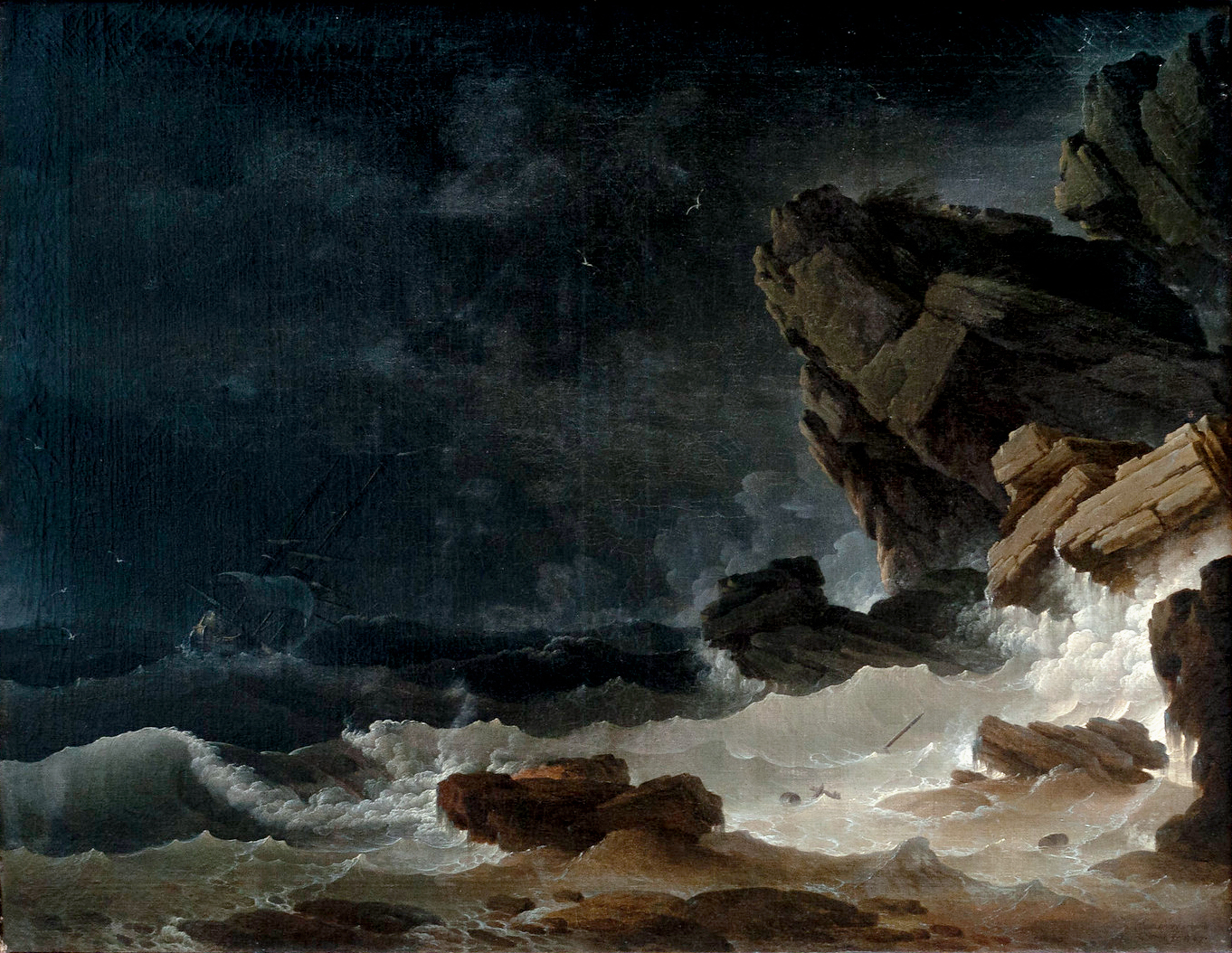
Буря на скалистом побережье. 1767. Холст, масло. Музей изящных искусств, Брест